# Рюэгг, Ивонн
Ивонн Рюэгг-Сьорпаэс (нем. Yvonne Rüegg-Siorpaes; род. 2 августа 1938, Кур) — швейцарская горнолыжница, выступавшая в слаломе, гигантском слаломе и скоростном спуске. Представляла сборную Швейцарии по горнолыжному спорту в конце 1950-х годов, чемпионка зимних Олимпийских игр в Скво-Вэлли, победительница швейцарского национального первенства.

## Биография
Ивонн Рюэгг родилась 2 августа 1938 года (в некоторых источниках указан 1931 год) в городе Кур кантона Граубюнден, Швейцария. Росла в спортивной семье с большими горнолыжными традициями, в частности её тётя Анни Рюэгг была весьма известной горнолыжницей, являлась двукратной чемпионкой мира, участвовала в Олимпийских играх 1936 года.
С юных лет Ивонн проходила подготовку в коммуне Ароза в местном одноимённом лыжном клубе SC Arosa, где в то время также состоял Роджер Штауб, тоже будущий олимпийский чемпион в гигантском слаломе.
Впервые заявила о себе в 1959 году, став чемпионкой Швейцарии в зачёте скоростного спуска на соревнованиях в Энгельберге.
Наибольшего успеха в своей спортивной карьере добилась в сезоне 1960 года, когда вошла в основной состав швейцарской национальной сборной и благодаря череде удачных выступлений удостоилась права защищать честь страны на зимних Олимпийских играх в Скво-Вэлли. В программе слалома финишировать не смогла, провалив первую попытку, тогда как в гигантском слаломе обошла всех своих соперниц и завоевала тем самым золотую олимпийскую медаль. Поскольку здесь также разыгрывалось мировое первенство, дополнительно получила статус чемпионки мира по горнолыжному спорту. Стартовала здесь и в скоростном спуске, но попасть в число призёров не смогла, показав на финише лишь девятое время.
Впоследствии вышла замуж за итальянского горнолыжника Роберто Сьорпаэса и взяла фамилию мужа. Её девери Серджио Сьорпаэс и Джильдо Сьорпаэс являются достаточно известными бобслеистами, призёрами Олимпийских игр. Приходится свекровью итальянской кёрлингистке Виолетте Кальдарт, выступавшей на Олимпийских играх 2006 года.